# June Clark
Algeria Junius „June“ Clark (* 24. März 1900 in Long Branch (New Jersey); † 23. Februar 1963 in New York City) war ein US-amerikanischer Jazz-Trompeter und Kornettist des frühen Jazz.
Clark begann als Kind mit dem Klavierspiel, wechselte dann zu Horn und Trompete und spielte in lokalen Brass Bands. Er nahm schließlich einen Job als Eisenbahnschaffner in New Orleans an; auf diese Weise kam er in den Nordosten der USA. Seinen ersten Auftritt als Profimusiker hatte er in einer Musikrevue namens S.H. Dudley’s Black Sensations, in der er auch mit James P. Johnson spielte. Clark und Johnson stiegen schließlich aus der Show aus, kamen nach Toledo (Ohio), wo sie mit Jimmy Harrison eine eigene Formation bildeten. In den 1920er Jahren zog Clark nach Philadelphia, wo er mit Josephine Stevens und Willie The Lion Smith spielte (1921–1922). Er arbeitete dann in einer reisenden Theatertruppe Holiday in Dixie, die sich jedoch in Detroit auflöste. Zeitweise arbeitete Clark dort in einer Buick-Autofabrik, bevor er wieder auf Harrison traf und mit ihm in der Fess Williams Band spielte.
Ab 1924 lebte Clark in New York City, wo er mit einer eigenen Formation in verschiedenen Nachtclubs auftrat, wie dem Small’s, dem Palace Gardens und dem Tango Gardens. Zu seinen Mitspielern gehörte auch der junge Benny Carter und der Stide-Pianist Joe Turner. 1925 gehörte er Perry Bradfords Recording Orchestra an, 1927 wirkte er bei Aufnahmen von Duke Ellington mit. Er spielte dann in den 1930er Jahren bei Ferman Tapp, Jimmy Reynolds (1933–1935), George Baquet, Charlie Skeete und Vance Dixon; jedoch zwang ihn eine Erkrankung, sich aus der aktiven Musikszene zurückzuziehen; er war dann eine Weile als Road-Manager für Louis Armstrong tätig. 1939 erkrankte er an Tuberkulose und hielt sich zwei Jahre in einem Sanatorium auf. Nach seiner Genesung arbeitete er als Assistent für Earl Hines. In den 1940er Jahren verlagerte er seine Aktivitäten auf den Boxsport und wurde Sugar Ray Robinsons Manager.